# Christine Majerus
Pour les articles homonymes, voir Majerus.
Christine Majerus, née le 25 février 1987 à Luxembourg-Ville, est une cycliste professionnelle luxembourgeoise. Au début de sa carrière, elle pratique essentiellement des épreuves de cyclisme sur route avant de se tourner également vers le cyclo-cross avec succès. Elle participe à deux jeux olympiques en cyclisme sur route, à Londres en 2012 et à Rio en 2016. En 2015, elle obtient la médaille d'argent aux championnats du monde de Richmond aux Etats-Unis lors de l'épreuve du contre-la-montre par équipes. En 2016, elle devient championne du monde lors de l'épreuve du contre-la-montre par équipes à Doha au Qatar. En 2017, Christine Majerus prend la septième place lors du championnats du monde de cyclo-cross à Bieles au Luxembourg. Sur route en 2017, elle remporte le Festival Elsy Jacobs et termine deuxième de l'épreuve World Tour du Women's Tour en Grande-Bretagne. Elle est 12 fois championne du Luxembourg de cyclo-cross, 12 fois championne du Luxembourg sur route et 17 fois championne du Luxembourg du contre-la-montre.

## Biographie

### Débuts
Christine Majerus se met à faire du vélo assez tardivement vers l'âge de 20 ans. Elle pratique tout d'abord avec succès l'athlétisme, où elle est plusieurs fois championne du Luxembourg du 400 m et 800 m, puis le triathlon et le duathlon,.
Elle effectue ses études en France.
À la suite de blessures qui l'empêche de s'entraîner correctement pour la course à pied, elle décide de se spécialiser dans le cyclisme sur route. Dès sa première année de compétition elle intègre l'équipe nationale du Luxembourg et y participe notamment au Tour de l'Ardèche. Lors de sa deuxième saison, elle intègre l'équipe UCI ESGL 93 - GSD Gestion en 2008.

### Carrière

#### 2008-2014
En 2008, elle remporte le classement général de la Coupe de France Espoirs.
En 2011, sous contrat avec l'équipe UCI GSD Gestion, elle est vainqueur de la Coupe de France.
En 2011, elle est championne du Luxembourg dans 3 disciplines : le cyclo-cross, le contre-la-montre et la course sur route. Depuis 2009, elle figure parmi les membres du cadre Promotion du Comité olympique sportif luxembourgeois et elle accède au cadre élite en 2011.
Une fois son master en poche, elle entre dans l'armée luxembourgeoise en tant que sportive de haut niveau.
En 2012, elle se qualifie pour les Jeux olympiques de Londres pour l'épreuve de la course en ligne où elle prend la 21e place.

#### 2015
En janvier 2015, lors du championnat du monde de cyclo-cross, elle termine neuvième.
Lors de The Women's Tour, Christine Majerus se classe respectivement troisième, première, quatrième et cinquième des quatre dernières étapes. Par le jeu des bonifications, elle est troisième du classement général final.

#### 2016
Au Drentse 8, Megan Guarnier, Katarzyna Pawłowska et Christine Majerus font partie de l'échappée de treize coureuses qui se détachent dans le mont VAM. Au sprint, cette dernière se classe deuxième.  Sur la dernière étape de l'Energiewacht Tour, Christine Majerus termine troisième du sprint final. Fin avril, au Dwars door de Westhoek elle fait partie du groupe de dix favorites qui se dispute la victoire. Sur les pavés de l'arrivée, elle se montre la plus rapide. Sur la dernière étape du Festival luxembourgeois du cyclisme féminin Elsy Jacobs, Christine Majerus fait partie de l'échappée de dix coureuses qui prend une grande avance et finit troisième. Elle est septième du classement général final. Au Diamond Tour, Christine Majerus termine deuxième du sprint massif.
Au Women's Tour, la première étape se joue au sprint massif. Christine Majerus se montre la plus véloce et devient la première leader de l'épreuve. Le lendemain, elle est cinquième du sprint, mais se fait déposséder de son maillot jaune par Marianne Vos.
Aux championnats du Luxembourg, elle conserve ses titres sur route et en contre-la-montre. Sur l'épreuve en ligne, elle attaque de loin afin de ne laisser aucune chance à ses adversaires.
En fin d'année, elle annonce se consacrer au cyclo-cross en vue des championnats du monde qui se dispute au Luxembourg cette année.

#### Festival Elsy Jacobs (2017)
Au Festival Luxembourgeois du cyclisme féminin Elsy Jacobs, Christine Majerus se classe troisième du prologue. Le lendemain, elle remporte le sprint d'un peloton réduit. Par le jeu des bonifications, elle s'empare de la tête du classement général. Sur la dernière étape, la formation Boels Dolmans contrôle la course. Au sprint, Christine Majerus prend la troisième place et conserve ainsi sa première place au classement général. Elle gagne également le classement par points.
Au Women's Tour, sur la première étape, l'équipe lance la poursuite pour rattraper Katarzyna Niewiadoma trop tard et ne parvient pas à la reprendre. Christine Majerus est deuxième du sprint du peloton et donc troisième de l'étape,. Lors de la deuxième étape, Sur une ascension non répertoriée, Christine Majerus part avec cinq autres coureuses mais ne connait pas le succès. Dans le sprint massif de la troisième étape, Christine Majerus se classe cinquième. Sur l'étape,  Shara Gillow, Leah Kirchmann et Sarah Roy se trouvent à l'avant depuis déjà de longs kilomètres, quand Christine Majerus parvient à opérer la jonction. Une fois Shara Gillow et Leah Kirchmann éliminée, la Luxembourgeoise est battue au sprint par Sarah Roy. Elle effectue cependant une belle opération au classement général en remontant à la deuxième place,. Elle se mêle aux sprints intermédiaire sur la dernière étape avant de prendre la troisième place du sprint final. Elle termine l'épreuve à la deuxième place du classement général derrière Katarzyna Niewiadoma. Elle remporte également le classement par points et celui des sprints,. Christine Majerus remporte comme à son habitude les deux titres sur route au Luxembourg.
Elle est quatrième du sprint de la course en ligne de l'Open de Suède Vårgårda. Aux championnats du monde du contre-la-montre par équipes, elle fait partie de la composition de l'équipe Boels Dolmans. L'équipe passe en tête de la côte. Toutefois, elle perd vingt-sept secondes sur la formation Sunweb entre ce point et l'arrivée. L'équipe doit donc se contenter de la médaille d'argent. Sur la course en ligne, elle prend la sixième place au sprint,,.

#### 2018

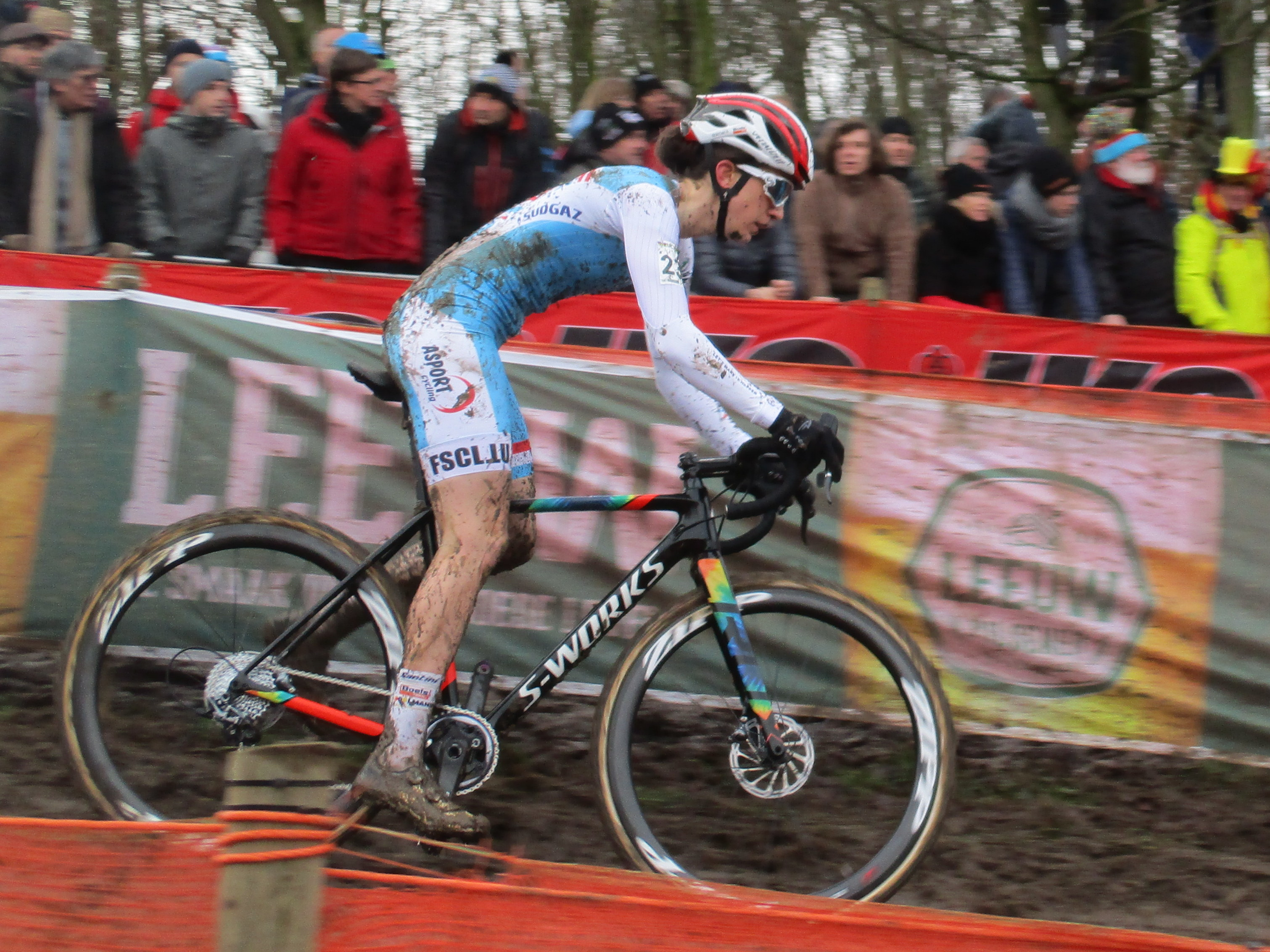
Christine Majerus au championnat du monde de cyclo-cross

Au championnat du monde de cyclo-cross, Christine Majerus  effectue un bon départ. Elle est longtemps troisième, mais voit Lucinda Brand la dépasser en fin de parcours. Elle est finalement quatrième. Sur les Trois Jours de La Panne, dès le kilomètre vingt-six, une échappée de quinze coureuses se forme avec notamment Christine Majerus. Lors du première passage sur la ligne d'arrivée, le groupe d'échappée ne compte plus que trente secondes d'avance. Finalement le groupe est repris. Christine Majerus se classe troisième du sprint d'un groupe de tête très réduit,. Elle est globalement très active sur les classiques flandriennes avec des attaques lors du Tour de Drenthe, de Gand-Wevelgem et du Tour des Flandres. Elle prend également la deuxième place au sprint de la troisième étape secteur a du l'Healthy Ageing Tour, puis la troisième place de la dernière étape. Elle est troisième du classement général. Au Festival Elsy Jacobs, Christine Majerus est sixième du prologue. Sur la première étape, la victoire se joue au sprint. Amy Pieters lance le sprint pour Christine Majerus qui s'impose largement. Elle a moins de succès le lendemain et se classe cinquième. Cela lui fait perdre sa première place au classement général. Elle est deuxième,. En juin, elle est quatrième du Women's Tour, après avoir fait plusieurs places dans les sprints.

#### 2019

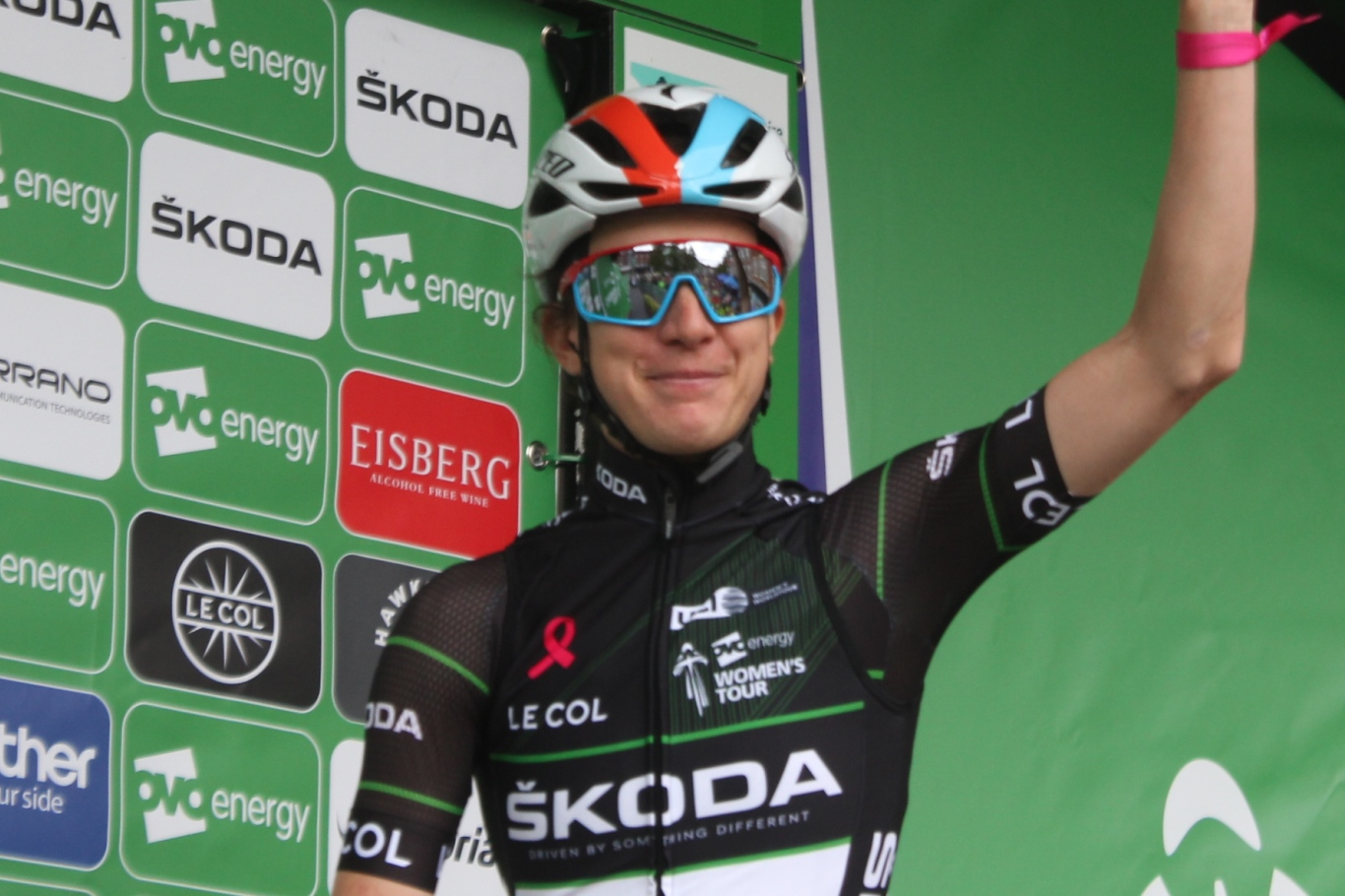
Au Women's Tour 2019

Dans l'ultime étape de l'Emakumeen Euskal Bira,, Christine Majerus fait partie du groupe d'échappée qui se présente au pied de la dernière difficulté en tête. Le groupe s'y fait reprendre par le peloton, mais la Luxembourgeoise est la plus rapide de celui-ci et prend la deuxième place de l'étape. Elle est ensuite quatrième et meilleure grimpeuse du Women's Tour. Elle continue sa série avec un dixième titre sur route consécutif et un treizième en contre-la-montre au Luxembourg.
À la RideLondon-Classique, Christine Majerus est septième du sprint,. Au Boels Ladies Tour, elle est huitième du prologue,. Sur la quatrième étape, le vent de côté provoque la formation d'un groupe d'une vingtaine de coureuses à mi-course. Alors que les formations WNT et Trek mènent la poursuite, devant trois coureuses sortent. Il s'agit de : Franziska Koch, Riejanne Markus et Sara Penton. Christine Majerus les rejoint ensuite. Au sprint, Koch devance de peu Majerus. Cette dernière se console avec la tête du classement général. Cette dernière se classe dixième de la dernière étape et s'impose au classement général.

#### 2020

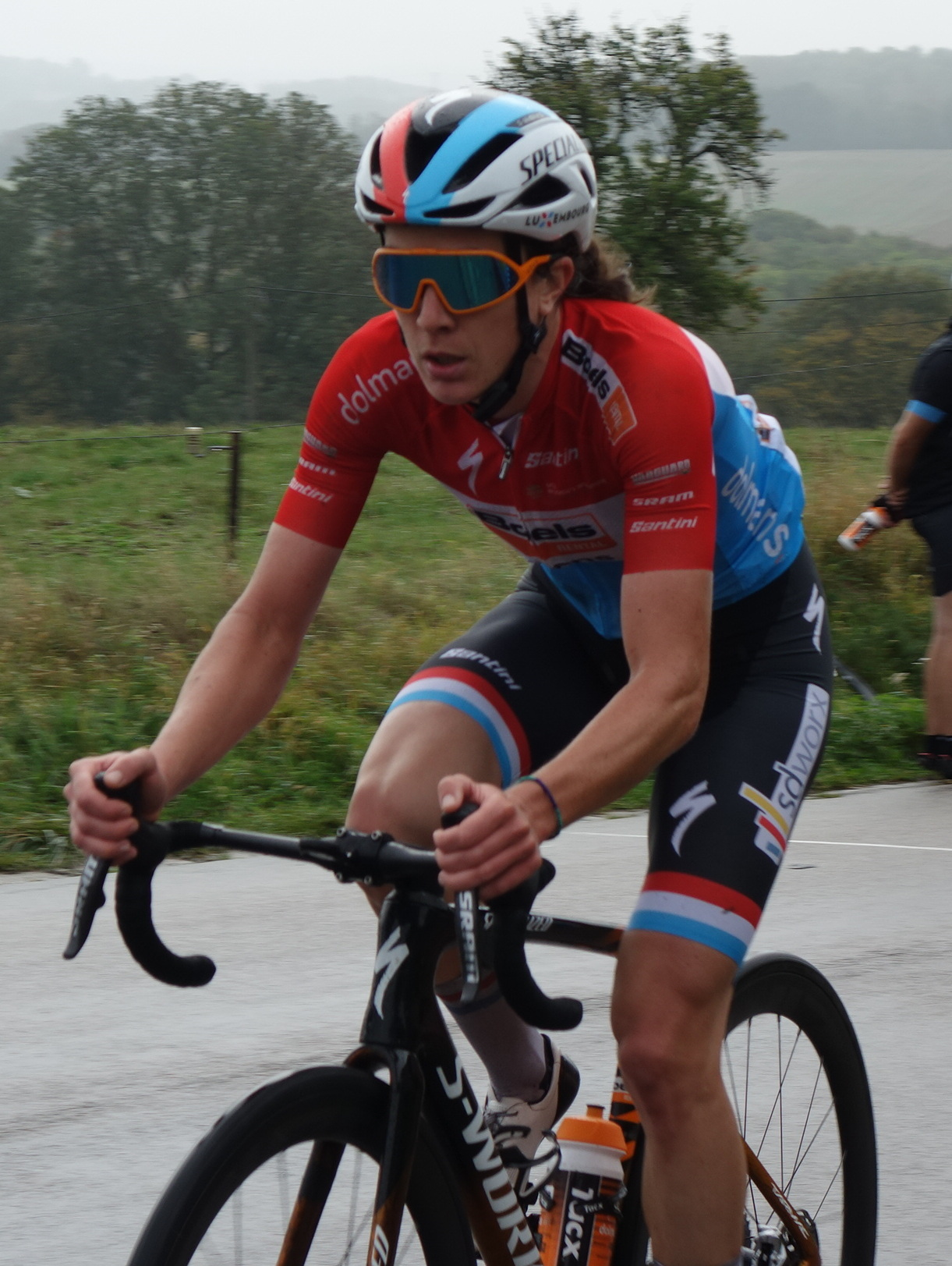
À la Flèche wallonne

Au Samyn des Dames, Chantal van den Broek-Blaak attaque à cinquante-sept kilomètres de l'arrivée après la côte de la Roquette. Derrière elle, un groupe de chasse de cinq coureuses avec Christine Majerus et Jip van den Bos se forme. Christine Majerus est deuxième. Christine Majerus conserve facilement ses titres de championne du Luxembourg sur route et en contre-la-montre. Sur la course by Le Tour de France, Christine Majerus suit la première attaque de Katarzyna Niewiadoma dans la descente. Le peloton se reforme rapidement.  Sur les championnats du monde, elle fait partie de l'échappée. Elle est reprise à deux tours de l'arrivée,. Aux Trois Jours de La Panne, elle se trouve dans le groupe de tête. Dans les dix derniers kilomètres, elle attaque à plusieurs reprises, sans succès.

#### 2021
Au Circuit du Westhoek, une échappée de huit coureuses dont Amy Pieters et Christine Majerus anime le final. Sur le secteur pavé de l'avant-dernier tour, Amy Pieters et Christine Majerus parviennent à distancer leurs compagnons d'échappée. Elles couvrent les quinze derniers kilomètres à deux. Amy Pieters ayant gagné à Nokere la semaine passée, elle laisse la victoire à la Luxembourgeoise. Chantal Blaak remporte légèrement détachée le Dwars door het Hageland après 45 km d'échappée. Christine Majerus est deuxième,. Comme à son habitude, elle réalise le doublé sur les championnats nationaux luxembourgeois.
Elle est nommée porte-drapeau de la délégation luxembourgeoise aux Jeux olympiques d'été de 2020 à Tokyo, avec le nageur Raphaël Stacchiotti. Elle termine 20e en course en ligne.

### Distinctions
Christine Majerus est élue sportive luxembourgeoise de l'année par la presse sportive luxembourgeoise en 2013, 2015, 2016, 2017, 2018, 2019 et 2021.

## Palmarès sur route

### Palmarès par année
- 2007
  -  Championne du Luxembourg du contre-la-montre
  - 3e du championnat du Luxembourg sur route
- 2008
  -  Championne du Luxembourg du contre-la-montre
  - Coupe de France espoirs
  - 2e du championnat du Luxembourg sur route
- 2009
  -  Championne du Luxembourg du contre-la-montre
  - 2e du championnat du Luxembourg sur route
  - 3e de Cholet-Pays de Loire
- 2010
  -  Championne du Luxembourg sur route
  -  Championne du Luxembourg du contre-la-montre
  - 2e de la Coupe de France
  - 2e de Cholet-Pays de Loire
  - 3e de la Ladies Berry Classic's Cher
- 2011
  -  Médaillée d'or sur route aux Jeux des petits États d'Europe
  -  Championne du Luxembourg sur route
  -  Championne du Luxembourg du contre-la-montre
  - Coupe de France
  - Therme Kasseienomloop
  - 2e du Tour de Bochum
  - 2e de l'Erondegemse Pijl
  - 3e de Bredene
- 2012
  -  Championne du Luxembourg du contre-la-montre
  -  Championne du Luxembourg sur route
  - 8e du Tour des Flandres
- 2013
  -  Médaillée d'or sur route aux Jeux des petits États d'Europe
  -  Médaillée d'or du contre-la-montre aux Jeux des petits États d'Europe
  -  Championne du Luxembourg du contre-la-montre
  -  Championne du Luxembourg sur route
  - Tour de Bochum
  -  Médaillée d'argent du championnat du monde sur route militaires
  - 3e de l'Erondegemse Pijl
  - 4e du contre-la-montre par équipes de l'Open de Suède Vårgårda
- 2014
  -  Championne du Luxembourg du contre-la-montre
  -  Championne du Luxembourg sur route
  - 3e du contre-la-montre par équipes de l'Open de Suède Vårgårda
  - 6e du Tour de Bochum
- 2015
  -  Championne du Luxembourg du contre-la-montre
  -  Championne du Luxembourg sur route
  - 3e étape de The Women's Tour
  -  Médaillée d'argent du championnat du monde du contre-la-montre par équipes
  - 2e du Tour de Bretagne
  - 3e du classement général The Women's Tour
  - 3e du classement général de l'Energiewacht Tour
  - 3e du Novilon Eurocup
  - 3e du Grand Prix cycliste de Gatineau
  - 3e du Contre-la-montre par équipes de l'Open de Suède Vårgårda
- 2016
  -  Championne du monde du contre-la-montre par équipes
  -  Championne du Luxembourg sur route
  -  Championne du Luxembourg du contre-la-montre
  - 1re étape de l'Energiewacht Tour (contre-la-montre par équipes)
  - Dwars door de Westhoek
  - La Classique Morbihan
  - 1re étape de The Women's Tour
  - 2e étape du Boels Ladies Tour (contre-la-montre par équipes)
  - 2e du Drentse 8
  - 2e du Grand Prix de Plumelec-Morbihan Dames
  - 2e du Diamond Tour
  - 3e du Circuit de Borsele
- 2017
  -  Championne du Luxembourg sur route
  -  Championne du Luxembourg du contre-la-montre
  - Festival luxembourgeois du cyclisme féminin Elsy Jacobs :
    - Classement général
    - 1re étape

  - Contre-la-montre par équipes de l'Open de Suède Vårgårda
  -  Médaillée d'argent du championnat du monde du contre-la-montre par équipes
  - 2e de The Women's Tour
  - 4e de la course en ligne de l'Open de Suède Vårgårda
  - 6e du championnat du monde sur route
  - 7e du Tour de Norvège
- 2018
  -  Championne du Luxembourg sur route
  -  Championne du Luxembourg du contre-la-montre
  - 3e étape secteur b du Healthy Ageing Tour (contre-la-montre par équipes)
  - 1re étape du Festival Elsy Jacobs
  -  Médaillée d'argent du championnat du monde du contre-la-montre par équipes
  - 2e du Festival Elsy Jacobs
  - 3e du Healthy Ageing Tour
  - 3e des Trois Jours de La Panne
  - 4e du Tour de Norvège
  - 4e du The Women's Tour
  - 6e de la course en ligne de l'Open de Suède Vårgårda
- 2019
  -  Championne du Luxembourg sur route
  -  Championne du Luxembourg du contre-la-montre
  - La Classique Morbihan
  - Boels Ladies Tour
  - Grand Prix d'Isbergues
  - 4e du The Women's Tour
  - 4e du contre-la-montre par équipes de l'Open de Suède Vårgårda
  - 4e du Madrid Challenge by La Vuelta 2019
  - 7e de la RideLondon-Classique
  - 8e du Tour de Norvège
  - 9e du championnat d'Europe sur route
- 2020
  -  Championne du Luxembourg sur route
  -  Championne du Luxembourg du contre-la-montre
  - 2e du Samyn des Dames
- 2021
  -  Championne du Luxembourg sur route
  -  Championne du Luxembourg du contre-la-montre
  - Circuit du Westhoek-Mémorial Stive Vermaut
  - 2e d'À travers le Hageland
- 2022
  -  Championne du Luxembourg sur route
  -  Championne du Luxembourg du contre-la-montre
  - Drentse 8 van Westerveld
  - 2e du contre-la-montre par équipes de l'Open de Suède Vårgårda
- 2023
  -  Championne du Luxembourg sur route
  -  Championne du Luxembourg du contre-la-montre[51]
  - 2e d'À travers les Hauts-de-France
- 2024
  -  Championne du Luxembourg du contre-la-montre
  - 2e du Festival Elsy Jacobs à Garnich
  - 3e du Tour de Grande-Bretagne
  - 8e du Tour de Drenthe
  - 10e du championnat d'Europe sur route

### Résultats sur les grands tours

#### Tour d'Italie
3 participations
- 2016 : non partante (5e étape)
- 2018 : 42e
- 2022 : non partante (7e étape)

#### Tour de France
3 participations :
- 2022 : 72e
- 2023 : 60e
- 2024 : 58e

### Classements mondiaux
| Année                                 | 2007 | 2008 | 2009 | 2010 | 2011 | 2012 | 2013 | 2014 | 2015 | 2016 | 2017 | 2018 | 2019 | 2020 | 2021 | 2022 | 2023 | 2024 |
| ------------------------------------- | ---- | ---- | ---- | ---- | ---- | ---- | ---- | ---- | ---- | ---- | ---- | ---- | ---- | ---- | ---- | ---- | ---- | ---- |
| Classement UCI                        | 254e | 162e | 157e | 84e  | 21e  | 75e  | 29e  | 37e  | 16e  | 19e  | 14e  | 15e  | 9e   | 40e  | 35e  | 76e  | 84e  | 55e  |
| UCI World Tour                        |      |      |      |      |      |      |      |      |      | 59e  | 18e  | 16e  | 9e   | 70e  | 63e  | 74e  | 122e | 48e  |
|                                       |      |      |      |      |      |      |      |      |      |      |      |      |      |      |      |      |      |      |
| Légende : nc = non classéSource : UCI |      |      |      |      |      |      |      |      |      |      |      |      |      |      |      |      |      |      |

## Palmarès en cyclo-cross

### Par années
- 2006-2007
  - 3e du championnat du Luxembourg de cyclo-cross
- 2007-2008
  - 3e du championnat du Luxembourg de cyclo-cross
- 2008-2009
  - 2e du championnat du Luxembourg de cyclo-cross
- 2009-2010
  -  Championne du Luxembourg de cyclo-cross
- 2010-2011
  -  Championne du Luxembourg de cyclo-cross
- 2011-2012
  -  Championne du Luxembourg de cyclo-cross
- 2012-2013
  -  Championne du Luxembourg de cyclo-cross
- 2013-2014
  -  Championne du Luxembourg de cyclo-cross
- 2014-2015
  -  Championne du Luxembourg de cyclo-cross
  - 9e du Championnat du monde de cyclo-cross
- 2016-2017
  -  Championne du Luxembourg de cyclo-cross
  - EKZ CrossTour #5, Meilen
  - Grand-Prix Hotel Threeland, Pétange
  - Cyclocross Otegem, Otegem
  - Grand Prix Möbel Alvisse, Leudelange
  - 7e du championnat du monde de cyclo-cross
- 2017-2018
  -  Championne du Luxembourg de cyclo-cross
  - Coupe de France de cyclo-cross #3, Jablines
  - Coupe de France de cyclo-cross #4, Flamanville
  - Grand-Prix Hotel Threeland, Pétange
  - 4e du championnat du monde de cyclo-cross
- 2018-2019
  -  Championne du Luxembourg de cyclo-cross
  - Grand-Prix Garage Collé, Pétange
  - Cyclo-cross de La Mézière, La Mézière
- 2019-2020
  -  Championne du Luxembourg de cyclo-cross
  - Classement général de l'EKZ CrossTour : 
    - EKZ CrossTour #2, Hittnau
    - EKZ CrossTour #3, Meilen

  - Kasteelcross Zonnebeke, Zonnebeke
- 2020-2021
  - EKZ CrossTour #3, Hittnau
  - 10e du championnat du monde de cyclo-cross
- 2021-2022
  -  Championne du Luxembourg de cyclo-cross
  - Grand Prix Garage Collé, Pétange
- 2023-2024
  - Grand Prix Garage Collé, Pétange
  - 2e du championnat du Luxembourg de cyclo-cross

## Palmarès en VTT
- 2013
  -  Médaillée d'or de l'épreuve de cross-country VTT aux Jeux des petits États d'Europe

## Médias - Divers
En 2015, Christine Majerus fait ses débuts à la télévision luxembourgeoise en tant que commentatrice sportive ponctuelle pour la chaîne RTL Télévision.
En 2017, elle est choisie comme ambassadrice par le comité d'organisation des championnats du monde de cyclo-cross à Bieles au Luxembourg. 
Elle est également choisie par un Comité de coordination interministériel et interinstitutionnel, le "Comité Nation Branding", afin de promouvoir l’image de marque du Grand-Duché de Luxembourg à l’étranger (Inspiring Luxembourg)